# 有田町立有田小学校
有田町立有田小学校（ありたちょうりつありたしょうがっこう）は、佐賀県西松浦郡有田町白川二丁目にある公立小学校。

## 概要
有田焼の産地として知られる有田町にある。2021年、創立150周年を迎えた。2021年度の児童数は90名。

## 沿革
1871年、私塾として開設された白川学校をもとにして、1872年、佐賀県初めての小学校（白川小学校）として開校した。白川尋常小学校（1885年）、白川尋常高等小学校（1892年）、有田尋常高等小学校（1901年）、有田尋常小学校（1931年）、有田町国民学校（1941年）を経て、1947年、有田町立有田小学校と改称された。校歌は1952年に制定された。
- 1871年（明治4年）- 廃藩置県により不用となった有田郡庁舎に「白川学校」が発足。
- 1872年（明治5年）
  - 1月 - 校舎の改築工事に着手。
  - 4月 - 改築校舎が完成し、「白川小学校」として開校。
- 1877年（明治10年）- 大鉢合作書画、文房具、白墨が内国勧業博覧会に出品され、内務卿従三位大久保利通により鳳紋賞牌が付与・表彰される。
- 1881年（明治14年）- 新校舎が完成し、移転を完了。
- 1886年（明治19年）- 小学校令の施行により、尋常科（修業年限4年）を設置の上、「尋常白川小学校」と改称。
  - 高等有田小学校（修業年限4年）が併設される。
- 1893年（明治25年）- 高等有田小学校の廃止に伴い、高等科（修業年限4年）を併置の上、「白川尋常高等小学校」と改称。
- 1901年（明治34年）-「有田尋常高等小学校」に改称。
- 1907年（明治40年）- 改正小学校令により、修業年限が尋常科4年・高等科4年が、「尋常科6年・高等科2年」に改められる。
  - 義務教育年限（尋常科の修業年限）が4年から6年に延長される。
- 1913年（大正2年） - 創立50周年を記念し、新校舎が完成。大隈重信が来校し講演を行う。
- 1923年（大正12年）- 男子実業補習学校が設置される。
- 1929年（昭和4年）- 竹重周治と久富二六の寄付により、実業教室が完成。
- 1931年（昭和6年）- 高等科が分離の上、公民学校として独立。そのため「有田尋常小学校」と改称。
- 1937年（昭和12年）- 学校給食を開始。
- 1941年（昭和16年）4月 - 国民学校令の施行により、「有田町国民学校」と改称。尋常科を初等科に改める。
- 1947年（昭和22年）4月 - 学制改革（六・三制の実施）により、国民学校初等科が改組され、「有田町立有田小学校」（現校名）と改称。保護者会をPTAに改組。
- 1952年（昭和27年）- 校歌を制定。
- 1954年（昭和29年）4月1日 - 有田町と東有田町が合併し、有田町となる。
- 1957年（昭和32年）- 完全給食を実施。
- 1959年（昭和34年）- 第1期校舎改築工事を実施し、本館（普通教室16・保護室1・給食調理室1）が完成。
- 1960年（昭和35年）- 第2期校舎改築工事を実施、低学年棟・特別教室棟・管理棟が完成。
- 1961年（昭和36年）- 第3期校舎改築工事を実施、講堂兼屋内運動場が完成。
- 1962年（昭和37年）4月 - 特殊学級（1学級）を設置。
- 1965年（昭和40年）- 浄化式プールが完成。
- 1971年（昭和46年）- 創立100周年記念式典を挙行。
- 1979年（昭和54年）- 窯業実習室（第2図工室）が完成。育英橋の架け替えを実施。
- 1982年（昭和57年）- 第1期校舎全面改築工事（本館）が完了。
- 1984年（昭和59年）- 愛鳥モデル校に指定される。
- 1985年（昭和60年）- 給食室を改造。給食食器に焼物食器を導入。
- 1986年（昭和61年）- ランチルームを開設。
- 1991年（平成3年）
  - 初の海外研修旅行を実施し、6年生が韓国を訪問（有田町主催・ふるさと創生事業）
  - 創立120周年記念式典ならびに初代校長江越禮太没後100年祭を挙行。
  - 校門および周辺を整備し、旧校門門柱をモニュメントとして設置。
- 1993年（平成5年）- 講堂・特別棟・図書館・120周年記念館を改修。
- 1994年（平成6年）- 低学年棟、本館、管理棟を改修。
- 1995年（平成7年）- 南校門ゲートを設置。
- 2005年（平成17年）- 第1回有田小学校やきもの展を開催。
- 2006年（平成18年）
  - 3月1日 - 有田町と西有田町が合併し、有田町となる。
  - この年 - 焼成窯を新設。
- 2007年（平成19年）- 本館に多目的トイレと階段昇降機が設置される。
- 2011年（平成23年）- 創立140周年を記念し、校門掲示板を設置。
- 2014年（平成26年）- 校舎の移築が決定。
- 2015年（平成27年）- 全教室に電子黒板を設置。
- 2016年（平成28年）- 新校舎建設に着手。
- 2017年（平成29年）- 学校運営協議会が設置される。
- 2018年（平成30年）- 新校舎が完成し、移転を完了。
- 2020年（令和2年）- 児童1名1台のChromebookが配付され、全教室の電子黒板の入替が行われる。
- 2021年（令和3年）- 創立150周年記念式典を挙行。

## 教育方針
ふるさとを愛し、自ら学び、たくましく生きる児童の育成

## 学校行事
| - 4月 入学式 - 5月 校外学習（陶器市）、歓迎遠足 - 6月 すもう教室 | - 7月 - 8月 - 9月 運動会 | - 10月 秋の遠足 - 11月 - 12月 大掃除 | - 1月 - 2月 - 3月 卒業式 |

## 通学区域
泉山（いずみやま）、中樽（なかだる）、上幸平（かみこうひら）、大樽（おおだる）、幸平（こうびら）、赤絵町（あかえまち）、白川（しらかわ）、稗古場（ひえこば）、中の原（なかのはら）、岩谷川内（いわたにがわち）

## 進学先中学校
- 有田町立有田中学校

## 校区内の主な施設
- 有田ダム
- 有田陶磁美術館
- 有田のイチョウ

## 交通
- JR佐世保線上有田駅から徒歩15分、車で3分（1.3 kｍ）
- JR佐世保線有田駅から徒歩29分、車で5分（2.3 kｍ）
- 有田町コミュニティバス 有田小学校前バス停下車
- 西九州自動車道波佐見有田インターチェンジから車で8分（5.3 km）